# Spragueia jaguaralis
Spragueia jaguaralis là một loài bướm đêm trong họ Noctuidae.